# Eisenbahnunfall von Otłoczyn
Der Eisenbahnunfall von Otłoczyn war der Frontalzusammenstoß eines Güterzuges und eines Personenzuges der Polnischen Staatsbahnen (PKP) am Morgen des 19. August 1980 in der Nähe des Dorfes Otłoczyn in der heutigen Woiwodschaft Kujawien-Pommern in Polen. 67 Tote waren die Folge, 62 Menschen wurden darüber hinaus verletzt. Dies war der schwerste Eisenbahnunfall der Nachkriegszeit in Polen.

## Ausgangslage
Der Unfall ereignete sich bei schlechter Sicht am frühen Morgen auf der zweigleisigen Bahnstrecke 18 Kutno–Piła. Zwei Züge waren involviert, auf beiden Lokomotiven gab es keine Zugfunkeinrichtungen.
In der Nacht vom 18. auf den 19. August 1980 trafen zwei Lokomotivführer mit der Diesellokomotive ST-44-607 im Bahnhof Otłoczyn ein, um einige leere offene Güterwagen von Otłoczyn ins nahe Wrocki zu überstellen. Gegen 2 Uhr nachts wurden die Wagen mit der Lokomotive gekuppelt. Für diese Fahrt gab es keinen Fahrplan. Sie sollte als Güterzug Nr. 11599 in einer Zuglücke durchgeführt und über Signale gesteuert werden. Der beauftragte Lokführer hatte zu diesem Zeitpunkt bereits 25 Stunden Dienst hinter sich, was gegen die Bestimmungen verstieß. Der Güterzug wartete nun vor dem haltzeigenden Ausfahrsignal.
Der Personenzug Nr. 5130 vom Hauptbahnhof Toruń (Thorn) zum Bahnhof Łódź Kaliska verließ den Ausgangsbahnhof um 4 Uhr 19 mit etwa 40 Minuten Verspätung. Er bestand aus der Diesellokomotive SP45-160, fünf regulären Personenwagen und zwei Kurswagen, die am Ende des Zuges angehängt wurden. Sie kamen vom Ostseebad Kołobrzeg (Kolberg) und waren voll besetzt mit Kindern, die aus den Sommerferien heimfuhren.

## Unfallhergang
Gegen 4 Uhr 20 verließ der Güterzug – gegen das weiter haltzeigende Signal – das Seitengleis und fuhr auf die Hauptstrecke. Warum der Lokführer dies tat, konnte nie geklärt werden. Er fuhr die Weiche im durchgehenden Hauptgleis auf und in das Gleis der Gegenrichtung. Die zentrale Leitstelle in Toruń wusste davon nichts, allerdings bemerkten Mitarbeiter in den Bahnhöfen Otłoczyn und Brzoza Toruńska den Vorfall, konnten aber nichts mehr bewirken. Der Personenzug war mit knapp 90 km/h unterwegs, der Güterzug mit etwa 30 km/h. Wegen der schlechten Sicht bemerkten sich die Lokführer gegenseitig erst, als sie nur noch etwa 150 Meter voneinander entfernt waren und bremsten. Gegen 4 Uhr 30 stießen die Züge aufeinander. Der Lokomotivführer des Güterzuges versuchte nicht, sich in Sicherheit zu bringen. Seine Leiche wurde später im Führerstand geborgen. Der Lokomotivführer des Personenzuges rannte in einen Seitengang in den hinteren Teil seiner Lokomotive, überlebte und wurde als letztes lebendes Opfer des Unfalls geborgen.

## Folgen

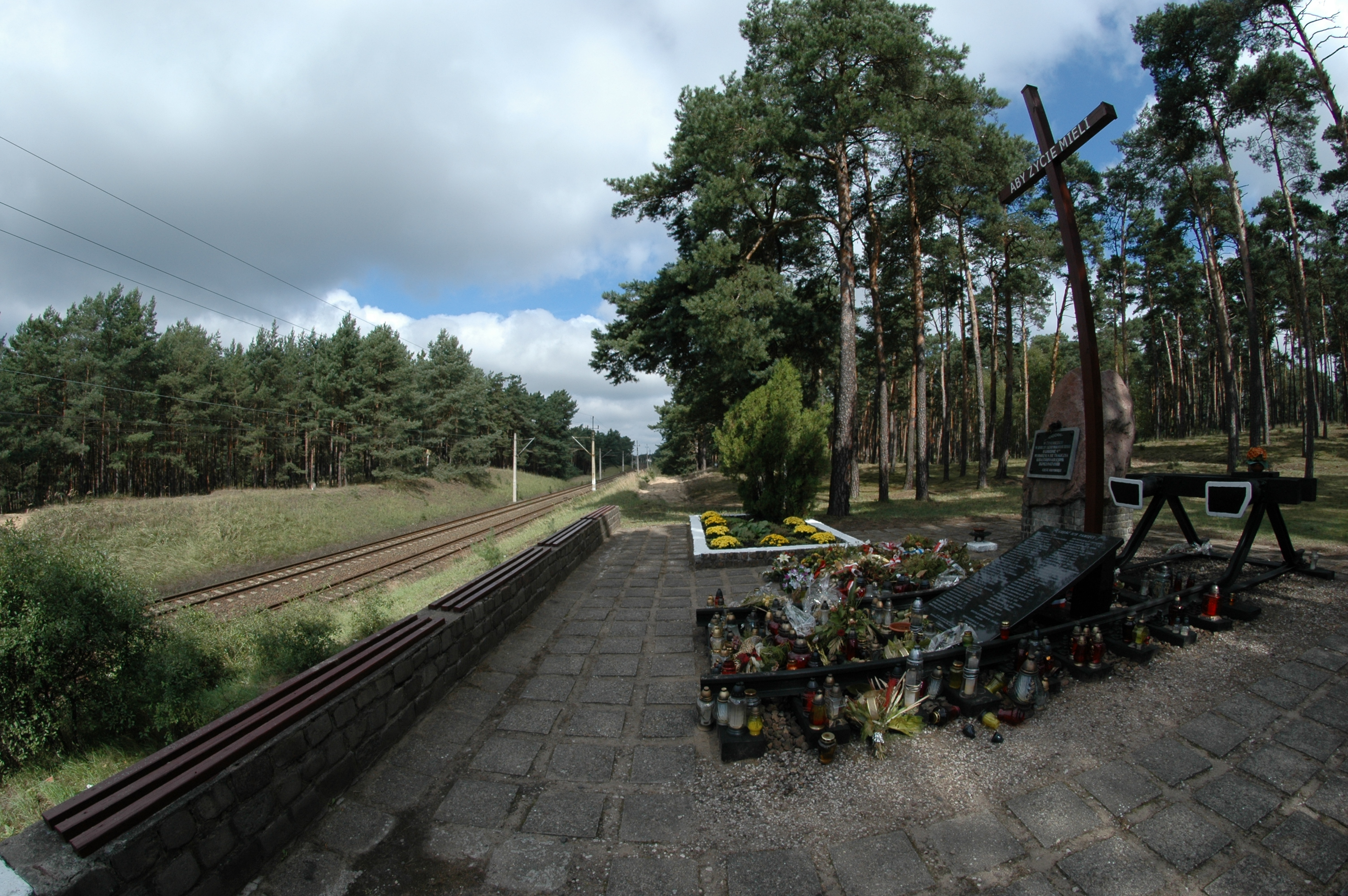
Gedenkstätte für den Eisenbahnunfall von Otłoczyn

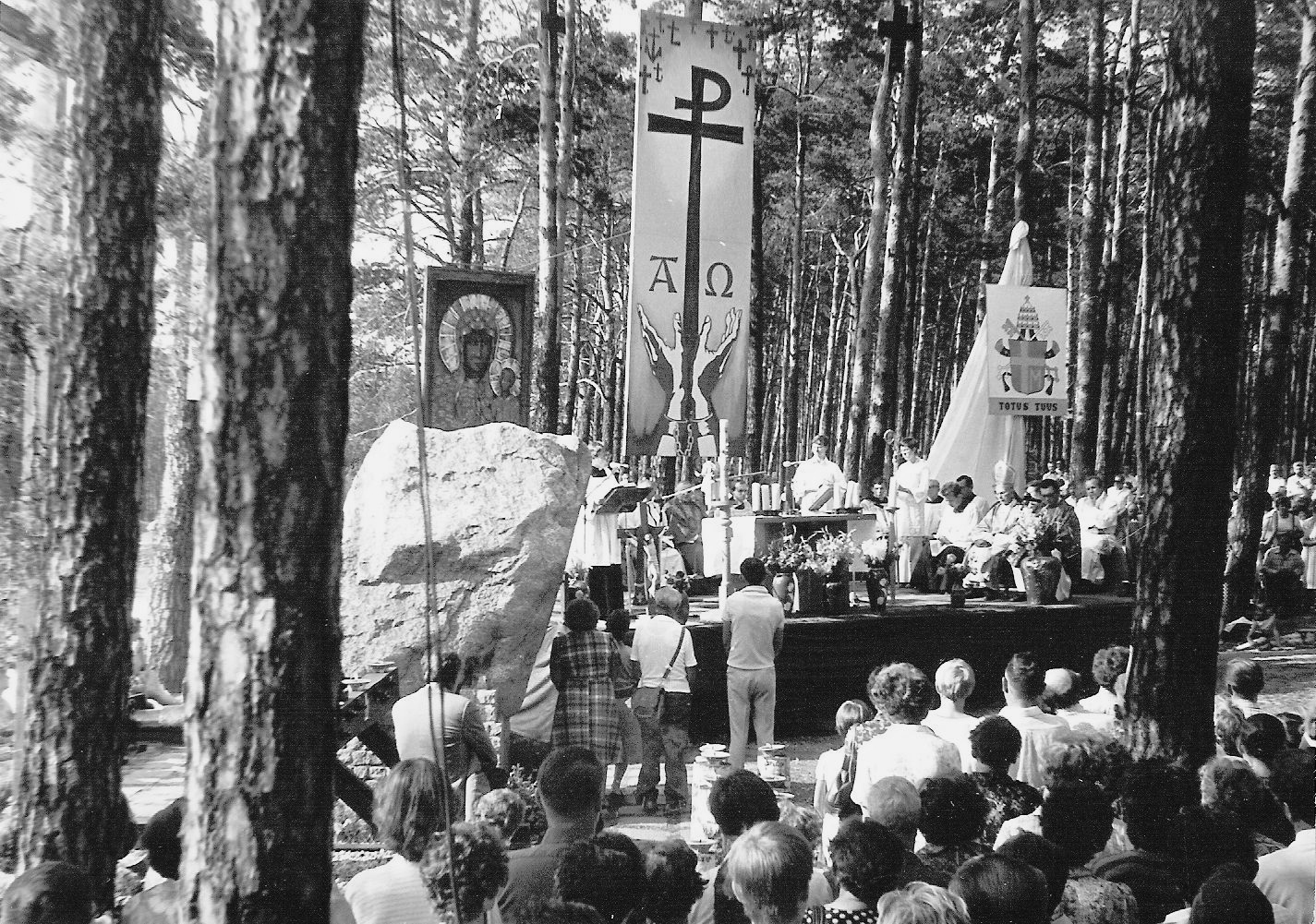
Gedenkgottesdienst 1984

67 Menschen starben, 62 Menschen wurden darüber hinaus verletzt. Ein Personenwagen wurde völlig zertrümmert. Leichen und Körperteile waren im ganzen Umfeld verstreut. Der damalige Chef der Polnischen Vereinigten Arbeiterpartei, Edward Gierek, und Ministerpräsident Edward Babiuch ließen sich mit dem Hubschrauber zur Unfallstelle fliegen.
Wegen der damals hoch angespannten politischen Lage in Polen (August-Streiks) waren auch sofort Gerüchte im Umlauf, die Sabotage, eine Entführung des Güterzugs oder einen Waffentransport annahmen. Keines dieser Gerüchte wurde bestätigt.
Die offizielle Untersuchung wurde bereits am 20. Oktober 1980 abgeschlossen. Da alle Bediensteten, die für den Verkehr auf der Strecke verantwortlich waren, korrekt gehandelt hatten, bei keinem Alkohol oder andere Drogen festgestellt wurden und alleine dem getöteten Lokführer des Güterzuges ein Fehlverhalten vorzuwerfen war, kam es auch nicht zu einem Gerichtsverfahren.
Ein Buch, das der Journalist Zbigniew Juchniewicz über den Unfall schrieb und das in einer Auflage von 100.000 Exemplaren bereits gedruckt war, wurde seitens der Zensur verboten und vernichtet.